# Долгополов, Виктор Иванович
Ви́ктор Ива́нович Долгопо́лов (14 июня 1911 — ?) — советский учёный-химик, один из разработчиков первых советских люминесцентных ламп.

## Биография
Родился в Сибири, сын техника-мелиоратора.
В 1930—1931 годах работал лаборантом-химиком в Омской сельскохозяйственной академии.
С 1931 года работал во Всесоюзном электротехническом институте (ВЭТИ) в лаборатории материаловедения.
С 1938 года — один из участников разработки люминесцентных ламп. Разработал люминофоры, обладающие нужными оптическими и вакуумными свойствами, и методы их нанесения на стенки ламп. Предложил новый оксид для катодов ламп, позволивший существенно повысить срок их службы. Был одним из руководителей освоения производства люминесцентных ламп на Московском заводе ламп дневного света.
С 1952 года — завлабораторией, завотделом светотехнических материалов ВНИСИ.

## Награды
- Сталинская премия (1951, в составе коллектива: С. И. Вавилов, В. Л. Лёвшин, М. А. Константинова-Шлезингер, В. А. Фабрикант, Ф. А. Бутаева, В. И. Долгополов).